# Фред Бретоннель
Фред Бретоннель (1 січня 1905 — 4 вересня 1928) — французький боксер у напівлегкій вазі та володар титулу чемпіона Франції у напівлегкій вазі з 24 червня по 7 жовтня 1924 року, коли його виграв Люсьєн Вінез.
За кар'єру, що налічує 76 матчів, він програв 18 разів, 14 разів зіграв внічию і 42 виграв з 14 нокаутами.
10 травня 1922 року він брав участь у першому французько-німецькому матчі у Франції після Першої світової війни, перемігши Поля Чирсона.
Сім'я Бретоннеля також була тісно пов'язана з боксом. Його брат був професійним тренером і менеджером з боксу, а батько заснував перший боксерський журнал у Франції.
Бретоннель помер від самогубства через повішення 4 вересня 1928 року через те, що називали «сімейними негараздами». На момент смерті він був у напівсередній вазі.